# 三合会
三合会（三合會、さんごうかい）は、香港を拠点とする犯罪組織の総称である。地下社会や裏社会などという抽象的な意味の言葉ではなく（これらを表す現地の言葉としては黒社会が適当なものである）、実体をもつ犯罪組織のネットワークを指していう、結社という意味を表すものと解釈できる。英語圏においては Triad（トライアド）や Triad Society と呼ばれている。
秘密結社的な性格を強く帯びるという特色もあってか、その実態については断片的にしか知られておらず、全体像はほとんど明らかでない。諸流派としてこれを構成する組織のうち、香港で活動するものは、現在57程が存在すると目され、それらの組織は成員を50人程度とするものもあれば、3万人以上の成員を数えるものも存在するとされている。そのうちの有名なものとしては 14K、潮幇（新義安の上部組織）、和字頭（和勝和の上部組織）などが挙げられる。

その影響力は香港をはじめとして、マカオ、台湾、中国大陸といったアジア圏に加え、欧州、北米、南アフリカ、オーストラリア、ニュージーランドなどの華人社会にまで至る、世界的規模の広域におよぶものであるとされている。

## 歴史

### 起源
その発生は清の時代、清朝による支配に抵抗すべく結成された反体制的結社を源流とするといわれている。類似するものとして天地会（洪門）などが存在した。その目的は、漢民族の復権、すなわち清朝の打倒、支配層としての満州族の排斥、『漢民族による中国大陸』の奪還（反清復明）であった。こうした結社は中国大陸の諸地域に広がると同時に、多くのグループに分岐し続け、また多くの名前で知られることとなる。そのうちの一つが三合会であった。戦前の三合会は反清的秘密結社であり、会員間に道徳的規範を守らせるような立派な人物もいたが、土匪となって盗みや殺し、密売など犯罪をする者が多く、抗日テロの実行も担った。
三合会という名称は、天、地、そして人という、三つの要素の調和を表すものとされた。そして三合会は自らの表象として三角形を利用した。
ゴールドラッシュの時期には、アメリカ大陸への移民の波に乗る形で、同大陸各所に散在する華人社会に浸透していった。

### 香港への移動

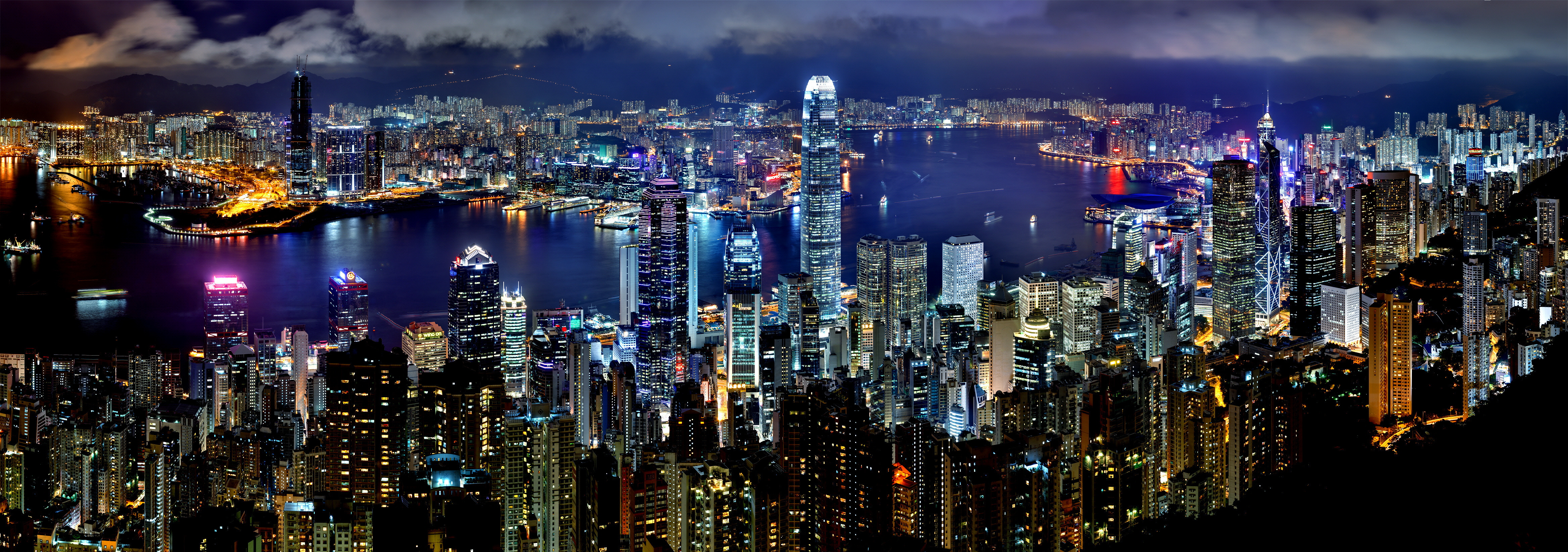
宵闇の香港

1949年に中国共産党が中国大陸における支配権を得ると、組織犯罪に携わる社会は厳しい法の締め付けにさらされることになる。三合会の成員は自らの活動を継続するため、中国大陸を南下、当時英国の直轄植民地であった香港への移動を開始した。当時の香港の状況は、少なくとも1931年までのそれは、8つの主要な幇が存在し、それぞれ香港内の別の地域を活動域としていたとされる。
1956年、ちょうど双十暴動と呼ばれる大規模な暴動が香港社会を騒がせた直後の時期、政府は三合会に対する法による締め付けを強化した。

### 香港社会への浸透

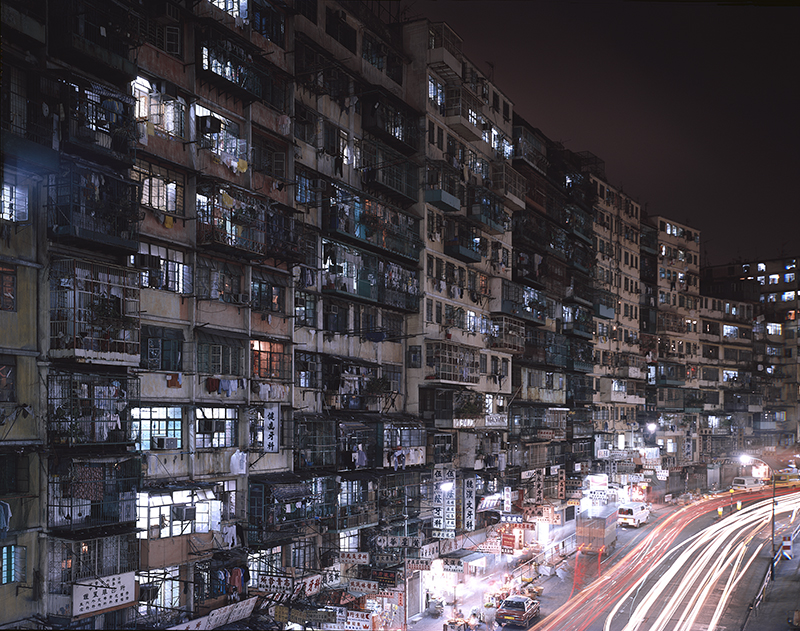
三合会の拠点で有名だった九龍城砦の夜景（1993年）

香港における三合会の問題は60年代及び70年代に顕著であり、香港は「黒社会の首都」とも呼ばれた。諸問題の解決のために警察が三合会を利用していたともいわれる。例えば、ある誘拐事件が発生したら、警察がその地方の三合会の有力者にかけあい、解決のための協力を依頼する。その一方で、三合会のある地方の有力者が自らの地盤における懸案の解決を目論み、警察に協力を依頼する。英国人の作家マーティン・ブースによれば、1970年時点で、香港警察のうちの実に三分の一の人間が黒社会の成員を兼ねている者かまたは黒社会と何らかの繋がりを持つ関係者であったともされ、このことから「黒警」（黑警）という言葉も生まれた。積極的不介入を採る香港社会にあって、民事介入暴力を行う三合会と官憲のこうした共生関係は、社会の秩序に安定をもたらしていた面もあった。
1974年の廉政公署の発起は、こうした腐敗状況に際立った抑制をかけた。その圧力にともなって各地方の三合会分派の地盤はしだいに縮小し、それまで地域ごとに明確に分かれていた分派間の区分けもしだいに曖昧なものになっていった。同時に表立った経済活動の利潤も減少してゆき、その活動は非合法色を強めながら地下に潜ってゆく。

### 1980年代
1980年代から1990年代にかけて、三合会は特定の経済分野を独占し始める。例えば新義安による映画産業の独占である。新義安は香港の映画産業のほぼ全領域の支配権を掌握したともされる。この時期にはカンフー映画が主流だった香港映画において三合会を題材にする香港ノワール（英雄式血灑）も確立された。

### 返還後
香港返還後の中国本土と同様の取締まり強化や中国の刑法の厳格な死刑適用の可能性が返還前は取り沙汰されていたが、1993年に当時の中華人民共和国公安部部長だった陶駟駒は「黒社会にも愛国者はいる」（黑社會也有愛國的）と述べて香港の三合会の存在を容認する方針を打ち出した。中華人民共和国の最高指導者であった鄧小平も「黒社会も真っ黒ではない、愛国者も多い」（黑社會並不都黑，愛國的還是很多）と発言していたとされる。これにより返還後も三合会は香港政府および香港警察と共存を続けてさらに中国本土とも結びつきを強めて香港の親中派に雇われて2014年香港反政府デモや2019年逃亡犯条例改正案をめぐる抗議デモなどで暴力を振るっていると民主派から批判されている。
なお、香港当局は、香港法第151章の規定において、三合会を含む犯罪組織に関する規制をとっている。この規定においては、三合会それ自体を違法なものであるとしている。香港警察には「組織犯罪および三合会調査課」（OCTB）と呼ばれる三合会対策課が存在する。

## 伝統的組織構造
|  |  |  |  |  |  |  |  |                                |                                |                                |                                |                                |                                |                       |                       |                       |                       |  |  | 龍頭、山主（489） 首領         |                                |                                |                                |                                |                                |  |  |                 |                 |                 |                 |                                |                                |                                |                                |                                |                                |  |  |  |  |  |  |  |  |  |  |  |  |  |  |  |  |  |  |  |  |  |  |  |  |  |  |  |  |
|  |  |  |  |  |  |  |  |                                |                                |                                |                                |                                |                                |                       |                       |                       |                       |  |  |                                |                                |                                |                                |                                |                                |  |  |                 |                 |                 |                 |                                |                                |                                |                                |                                |                                |  |  |  |  |  |  |  |  |  |  |  |  |  |  |  |  |  |  |  |  |  |  |  |  |  |  |  |  |
|  |  |  |  |  |  |  |  |                                |                                |                                |                                |                                |                                |                       |                       |                       |                       |  |  |                                |                                |                                |                                |                                |                                |  |  |                 |                 |                 |                 |                                |                                |                                |                                |                                |                                |  |  |  |  |  |  |  |  |  |  |  |  |  |  |  |  |  |  |  |  |  |  |  |  |  |  |  |  |
|  |  |  |  |  |  |  |  | 二路元帥、先鋒（438） 執行役員 | 二路元帥、先鋒（438） 執行役員 | 二路元帥、先鋒（438） 執行役員 | 二路元帥、先鋒（438） 執行役員 | 二路元帥、先鋒（438） 執行役員 | 二路元帥、先鋒（438） 執行役員 |                       |                       |                       |                       |  |  | 二路元帥、副山主（438） 副首領 | 二路元帥、副山主（438） 副首領 | 二路元帥、副山主（438） 副首領 | 二路元帥、副山主（438） 副首領 | 二路元帥、副山主（438） 副首領 | 二路元帥、副山主（438） 副首領 |  |  |                 |                 |                 |                 | 二路元帥、香主（438） 式典役員 | 二路元帥、香主（438） 式典役員 | 二路元帥、香主（438） 式典役員 | 二路元帥、香主（438） 式典役員 | 二路元帥、香主（438） 式典役員 | 二路元帥、香主（438） 式典役員 |  |  |  |  |  |  |  |  |  |  |  |  |  |  |  |  |  |  |  |  |  |  |  |  |  |  |  |  |
|  |  |  |  |  |  |  |  | 二路元帥、先鋒（438） 執行役員 | 二路元帥、先鋒（438） 執行役員 | 二路元帥、先鋒（438） 執行役員 | 二路元帥、先鋒（438） 執行役員 | 二路元帥、先鋒（438） 執行役員 | 二路元帥、先鋒（438） 執行役員 |                       |                       |                       |                       |  |  | 二路元帥、副山主（438） 副首領 | 二路元帥、副山主（438） 副首領 | 二路元帥、副山主（438） 副首領 | 二路元帥、副山主（438） 副首領 | 二路元帥、副山主（438） 副首領 | 二路元帥、副山主（438） 副首領 |  |  |                 |                 |                 |                 | 二路元帥、香主（438） 式典役員 | 二路元帥、香主（438） 式典役員 | 二路元帥、香主（438） 式典役員 | 二路元帥、香主（438） 式典役員 | 二路元帥、香主（438） 式典役員 | 二路元帥、香主（438） 式典役員 |  |  |  |  |  |  |  |  |  |  |  |  |  |  |  |  |  |  |  |  |  |  |  |  |  |  |  |  |
|  |  |  |  |  |  |  |  |                                |                                |                                |                                |                                |                                |                       |                       |                       |                       |  |  |                                |                                |                                |                                |                                |                                |  |  |                 |                 |                 |                 |                                |                                |                                |                                |                                |                                |  |  |  |  |  |  |  |  |  |  |  |  |  |  |  |  |  |  |  |  |  |  |  |  |  |  |  |  |
|  |  |  |  |  |  |  |  | 白紙扇（415） 管理員           | 白紙扇（415） 管理員           | 白紙扇（415） 管理員           | 白紙扇（415） 管理員           | 白紙扇（415） 管理員           | 白紙扇（415） 管理員           |                       |                       |                       |                       |  |  | 紅棍（426） 実行員             | 紅棍（426） 実行員             | 紅棍（426） 実行員             | 紅棍（426） 実行員             | 紅棍（426） 実行員             | 紅棍（426） 実行員             |  |  |                 |                 |                 |                 | 草鞋（432） 連絡員             | 草鞋（432） 連絡員             | 草鞋（432） 連絡員             | 草鞋（432） 連絡員             | 草鞋（432） 連絡員             | 草鞋（432） 連絡員             |  |  |  |  |  |  |  |  |  |  |  |  |  |  |  |  |  |  |  |  |  |  |  |  |  |  |  |  |
|  |  |  |  |  |  |  |  | 白紙扇（415） 管理員           | 白紙扇（415） 管理員           | 白紙扇（415） 管理員           | 白紙扇（415） 管理員           | 白紙扇（415） 管理員           | 白紙扇（415） 管理員           |                       |                       |                       |                       |  |  | 紅棍（426） 実行員             | 紅棍（426） 実行員             | 紅棍（426） 実行員             | 紅棍（426） 実行員             | 紅棍（426） 実行員             | 紅棍（426） 実行員             |  |  |                 |                 |                 |                 | 草鞋（432） 連絡員             | 草鞋（432） 連絡員             | 草鞋（432） 連絡員             | 草鞋（432） 連絡員             | 草鞋（432） 連絡員             | 草鞋（432） 連絡員             |  |  |  |  |  |  |  |  |  |  |  |  |  |  |  |  |  |  |  |  |  |  |  |  |  |  |  |  |
|  |  |  |  |  |  |  |  |                                |                                |                                |                                |                                |                                |                       |                       |                       |                       |  |  |                                |                                |                                |                                |                                |                                |  |  |                 |                 |                 |                 |                                |                                |                                |                                |                                |                                |  |  |  |  |  |  |  |  |  |  |  |  |  |  |  |  |  |  |  |  |  |  |  |  |  |  |  |  |
|  |  |  |  |  |  |  |  |                                |                                |                                |                                | 四九仔（49） 一般成員          | 四九仔（49） 一般成員          | 四九仔（49） 一般成員 | 四九仔（49） 一般成員 | 四九仔（49） 一般成員 | 四九仔（49） 一般成員 |  |  |                                |                                |                                |                                |                                |                                |  |  | 藍燈籠 準構成員 | 藍燈籠 準構成員 | 藍燈籠 準構成員 | 藍燈籠 準構成員 | 藍燈籠 準構成員                | 藍燈籠 準構成員                |                                |                                |                                |                                |  |  |  |  |  |  |  |  |  |  |  |  |  |  |  |  |  |  |  |  |  |  |  |  |  |  |  |  |

## 関連記事
- 秘密結社
- 九龍城砦
- 黒社会
- 洪門
  - 小刀会
  - 致公堂 - アメリカなど海外で活動する洪門。

### メンバー
- 尹国駒（中国語版） ‐ 元幹部。